# Pelomys minor
Pelomys minor é uma espécie de roedor da família Muridae.
Pode ser encontrada nos seguintes países: Angola, República Democrática do Congo, Tanzânia e Zâmbia.
Os seus habitats naturais são: savanas húmidas.